# 咸鏡東北方言
Template:语言信息
东北方言（韓語：동북 방언）是朝鲜语方言之一。按韩国行政区划标准，主要使用于咸镜道地区，因此在韩国常被称为咸镜道方言。实际分布区域包括咸镜南北道（除咸镜南道金野郡以南地区）、两江道及中国延边朝鲜族自治州一带。此外因19世纪大量咸镜道居民移居俄罗斯远东地区，该方言与中亚朝鲜语（高丽话）有密切关联。
需注意，图们江流域使用的方言可单独归类为六镇方言，因此下文所述内容均排除六镇方言。排除六镇方言的东北方言有时也称咸南方言。

## 音韵

### 音韵体系
采用10元音体系（ㅣ、ㅔ、ㅐ、ㅟ、ㅚ、ㅡ、ㅓ、ㅏ、ㅜ、ㅗ），但年轻世代中ㅟ/ㅚ正转变为其他元音。
此方言属声调语言，通过音高辨义。吉州、城津、端川方言有高调、低调、升调三种声调，对应中世朝鲜语的去声（高调）、平声（低调）、上声（升调）。其他地区仅用高/低调，中世朝鲜语的去声和上声均实现为高调。
与东南方言不同，本方言声调与中世朝鲜语存在规则对应。例如"말（言，上声）"依地域实现为升调或高调；"말（斗，去声）"为高调；"말（马，平声）"为低调。

### 音变现象
- 词尾或元音间的/ŋ/、/n/脱落引发前元音鼻音化
- 腭化现象活跃（与西北方言相反）
- 词首/n/、/l/在/i/或半元音/j/前脱落
- 不发生/s/、/tɕ/、/tɕʰ/后的/ɨ/前移为/i/现象

## 语法

### 形态
无ㅂ/ㅅ/ㄷ不规则活用（与庆尚道方言相同）：
- 고부니 → 고우니（因为好）

```
 저스니 → 저으니（因为浅）

 들꼬 → 듣고（听后）

 드르니 → 들으니（因为听）
```

### 语法形态
- 主格助词：开音节后用"이"，闭音节用"이가"

```
 

 
```

- 属格助词：用"으"

```
 
```

- 宾格助词：用"으/르"

```
 

 
```

- 与格助词：用"에게/게/끼"

```
 

 
```

- 位格助词：用"셔/이셔"，前接元音延长

```
 
```

- 工具格助词：用"루/으루"

```
 
```

- 共格助词：用"까"

```
 
```

- 其他助词：

```
 

 
```

- 使动/被动：在派生后缀"-이/히/리/기"后加"우"

```
 
```

- 现在时定语："있다/없다"加"ㄴ"

```
 
```

### 终结词尾
| 类型 | 尊敬形                           | 平等形              | 非敬形  |
| ---- | -------------------------------- | ------------------- | ------- |
| 陈述 | -ㅁ니다/ㅁ다 -ㅁ니(슴니) -ㅁ(슴) | -와/수와 -ㅁ메/슴메 | -이     |
| 陈述 |                                  |                     |         |
| 疑问 | -ㅁ니까/ㅁ까                     | -까                 |         |
|      |                                  |                     |         |
| 命令 | -ㅂ소/ㅂ소세                     | -소                 | -으라이 |
|      |                                  |                     |         |
| 共动 | -ㅂ시다/ㅂ세다                   | -기요/ㅂ세          | -자     |
|      |                                  |                     |         |

### 连接词尾
- -며 → -메

```
 -면서 → -멘서
```

- -니까 → -니까니/이까데

```
 
```

- -면 → -문/무

```
 
```

- -아야 → -아사

```
 
```

- -려고 → -자구

```
 
```

### 否定形式
否定词"아니/못"插入合成谓语中间：

## 词汇
- 古语残留：

```
 간대르사（岂料）、기티다（残留）、나조（傍晚）、널:다（咀嚼）、드티우다（触碰）、무리（冰雹）、슷다（拭水）、신다리（大腿）、얻어보다（寻觅）、우뿌다（可笑）、자개미（腋窝）、쯤（间隙）、허튀（小腿）
```

- 与中部方言的语义差异：

```
 "어지럽다"表[混乱]/[繁杂]，[眩晕]义用"어립다"；

 "어렵다"指"在长辈前抽烟的窘迫"或"无可奈何"，[解题困难]用"바쁘다"
```

- 亲属称谓：

```
 아재（姑母/姨母）、아바니/클아배（祖父）、아매/클아매（祖母）
```